# Explorer 17
Explorer 17 (známá také jako Atmosphere Explorer-A ,zkráceně AE-A, neboS6) byla americká sonda, kterou vynesla na orbitu Země raketa Delta, odstartovala 3. dubna 1963. Byla určena ke studiu horních vrstev atmosféry. Sonda 24. listopadu 1966 zanikla po 1325 dnech činnosti v atmosféře.

## Technické specifikace
Explorer 17 byla rotací stabilizovaná koule o průměru 95 cm. Na palubě byly umístěny čtyři tlakové senzory pro měření celkové hustoty neutronů, dva hmotnostní spektrometry a dvě elektrostatické sondy pro měření teploty a koncentrace elektronů.